# تكاثر لاإخصابي

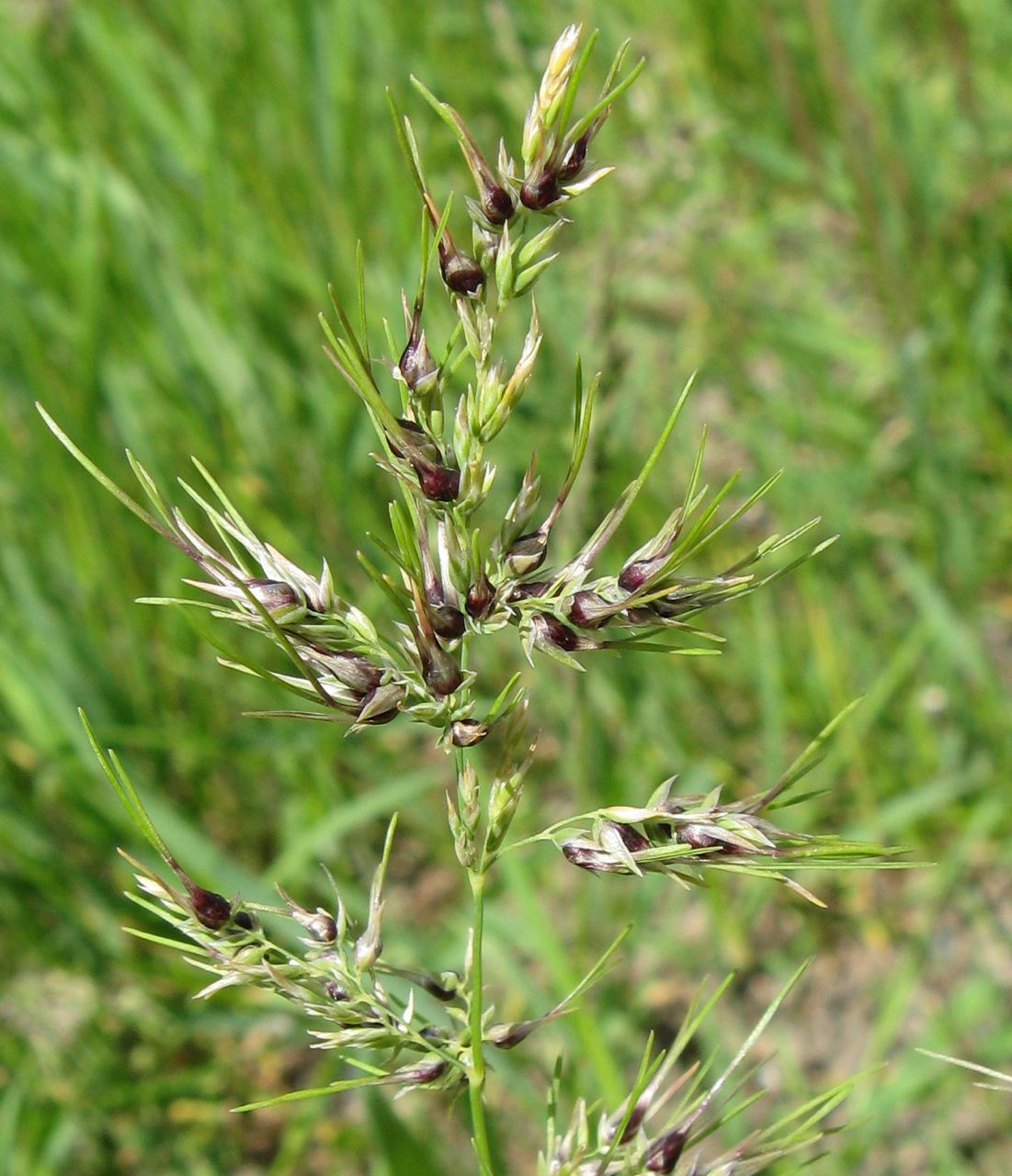
التكاثر اللاإخصابي في القبأ البصيلي.

التكاثر اللاإخصابي أو التكاثر البكري أو التكاثر العذري أو لا خلطي أو تكاثر لاجنسي أو عذري التكاثر (بالإنجليزية: Apomixis)‏، في علم النبات هو طريقة التكاثر البديلة عن التكاثر الجنسي في النباتات، وهي تكاثر لاجنسي، أو بعبارة أصح هي عبارة عن الطريقة أو الوسيلة التي تتكون بها الأجنة دون اندماج محتويات الخلايا الجنسية المذكرة و المؤنثة. وحالات التكاثر اللاإخصابي هذه شائعة الوجود في الكثير من النباتات.
يكون التكاثر اللاإخصابي بتكوين الجنين «البذور» بدون اتحاد الجاميتات المذكرة أو المؤنثة حيث ينشأ الجنين من نمو إحدى الخلايا الأمية الثنائية المجموعة الكروموسومية مباشرةً إلى جنين تشابه خلاياه تماماً في تركيبها الوراثي النبات الذي نشأت منه أصلاً. فمثلاً تنمو إحدى خلايا النويسلة أو أربطة المبيض ذات العدد الثنائي من الكروموسومات وتعطي جنيناً مباشرً كما في حالة الأجنة العرضية. حيث تعد معظم حالات التكاثر اللاإخصابي توالداً بكرياً أي إن خلية البويضة أعطت جنيناً بدون عملية إخصاب وبالتالي يعقد النبات ثماراً بذرية. ولكن ظاهرة العقد البكري التي تعني تكوين ثمار بكرية خالية من البذور مثل الموز والبرتقال أبو صرة والجوافة. إما إذا تكون الجنين بنمو نواة البويضة الأحادية مباشرة، فإنه يكون أحادي المجموعة الكروموسومية ويعطي هذا الجنين عند نموه نباتاً مخالف وراثياً ومظهرياً عن النبات الأم الثنائي المجموعة الكروموسومية الذي نشأ أصلاً منه، ولا يعد هذا الجنين لا إخصابياً.